# Ballade von der Judenhure Marie Sanders
Die Ballade von der Judenhure Marie Sanders ist ein Gedicht von Bertolt Brecht. Es behandelt die Auswirkungen der Nürnberger Gesetze am Beispiel der jungen Frau Marie Sanders. Das Gedicht wurde zwischen September und Oktober 1935 verfasst und das erste Mal 1937 veröffentlicht.

## Entstehung
Bertolt Brecht schrieb die Urfassung der Ballade in Svendborg, im September oder Oktober 1935, während er im dänischen Exil war. Der ursprüngliche Titel war Marie Sander, dein Liebhaber. Das erste Mal erschienen ist das Gedicht 1937 in der Moskauer Zeitschrift Das Wort.

## Inhalt
Das Gedicht erzählt, dass in Nürnberg ein Gesetz eingeführt wurde. Viele deutsche Frauen waren traurig darüber und weinten, weil ihnen dieses Gesetz den Kontakt mit jüdischen Männern verbot.
Danach kommt gleich der Refrain, der das Geschehen in den Vorstädten beschreibt: Das Fleisch wird teurer, man hört Trommeln. Daraufhin folgt eine Vermutung, die sagt, dass, wenn sie etwas vorhätten, es in derselben Nacht wäre.
In der zweiten Strophe wird Marie Sanders, die Hauptperson, eingeführt. Es geht darum, dass ihr Mann zu schwarzes Haar hat, was einen Juden darstellen soll. Ihr wird empfohlen, sich ihm gegenüber anders zu verhalten als bisher.
Der Refrain wiederholt sich.
Die dritte Strophe beginnt damit, dass Marie Sanders ihre Mutter um den Schlüssel bittet. Sie glaubt nicht daran, dass alles so schlimm ist, wie die Leute sagen.
Die letzte Strophe spielt an einem Morgen um neun Uhr. Sie beschreibt Marie Sanders, wie sie auf der Straße öffentlich gedemütigt wird. Sie trägt ein Schild um den Hals, und ihre Haare wurden ihr abrasiert. Auf das Gejohle der Leute reagiert sie kalt.
Der Refrain ist in dieser Strophe leicht abgeändert. In den Vorstädten spricht eine Person namens Streicher. Danach folgt eine Bemerkung, die sagt, dass die Leute, wenn sie hinhören würden, wissen würden, was passiert.

## Form
Das Gedicht ist eine Ballade.
Die vier Strophen bestehen aus jeweils einem erzählenden Teil und einem Refrain. Die erzählenden Teile haben normalerweise drei oder vier Zeilen, jedoch gibt es in der letzten Strophe eine Ausnahme und der erzählende Teil besitzt sechs Zeilen. Die erzählenden Teile sind in Prosa und distanziert geschrieben.
Der vierzeilige Refrain ist immer derselbe, aber ist in der letzten Strophe leicht abgeändert. Er ist poetisch und gefühlsvoll im Reimschema abab geschrieben, was ihn von den Strophen abhebt.

## Interpretation
Der Titel Ballade von der Judenhure Marie Sanders wirkt sehr abwertend gegenüber der Hauptperson Marie Sanders. Sie wird im Titel als „Hure“ bezeichnet und wird im weiteren Verlauf als Betroffene des NS dargestellt.
In der ersten Strophe, welche die Nürnberger Gesetze anspricht, wird auch ein „falscher Mann“ erwähnt. Damit sind die Juden gemeint, jedoch ist der Ausdruck „falscher Mann“ ironisch, da es ja gar keinen falschen oder richtigen Mann gibt.
Daraufhin folgt der Refrain, der die Wirtschaftskrise und damit verbundene Armut und Preiserhöhung andeutet. Die Trommeln verkörpern das Machtgefühl, welches die Nationalsozialisten ausüben. Die letzten zwei Zeilen zeigen eine gewisse Angst der Bevölkerung vor Gewalt.
Die Einführung der Hauptperson, Marie Sanders, in der zweiten Strophe gibt sich sehr oberflächlich, da ihr Geliebter „zu schwarzes Haar“ habe. Hier sieht man die oberflächliche Definition der Juden zu dieser Zeit.
Der Refrain wiederholt sich.
Als Marie Sanders ihre Mutter nach dem Schlüssel bittet, wird klar, dass ihr die politisch angespannte Situation nicht bewusst ist. Es wirkt naiv, dass sie die Veränderung nicht wahrnehmen will. Sie argumentiert sogar dagegen, dass „der Mond aussehe wie immer“, was so viel heißt, dass es keine sichtbare Veränderung gab für sie.
Der Refrain wiederholt sich.
Die letzte Strophe behandelt die öffentliche Demütigung von Marie Sanders. Interessant ist dabei ihr „kalter Blick“. Dieser Blick wirkt sehr rebellisch, weil sie damit keine Furcht zeigt. Sie ist ein Opfer eines Gesetzes geworden, laut Gesetz ist sie schuldig. Da jedoch das Gesetz nach heutiger Sicht extrem unmenschlich ist, wird sie vom Leser nicht als Schuldige angesehen.
Der Refrain ist in dieser Strophe leicht abgeändert. Der Streicher kann auf zwei Arten interpretiert werden. Zum einen könnte es Hitler darstellen, da er von Bertolt Brecht oft in anderen Werken als „Anstreicher“ bezeichnet wurde. Es könnte aber auch Julius Streicher sein, der ebenfalls gegen Juden gehetzt hatte. Da diese Personen beide Antisemiten waren, macht es keinen großen Unterschied, wer wirklich damit gemeint war. Die letzten zwei Zeilen kann man als Vorwurf interpretieren. Sie zeigen die Ignoranz der damaligen Gesellschaft. Brecht wollte sie wachrütteln und darauf aufmerksam machen, was die Nationalsozialisten wirklich mit der Gesellschaft anstellten.

## Wirkung
Das Gedicht wurde erstmals in der Moskauer Zeitschrift Das Wort um 1937 veröffentlicht. Es wurde auch in die Gedichtsammlung Svendborger Gedichte aufgenommen, welche um 1939 erschienen ist. 1949 wurde die Ballade im Buch Kalendergeschichten erneut veröffentlicht.
Vertont wurde das Gedicht jedoch schon früher, von Hanns Eisler, bereits um 1935.